# Stefan Everts
Stefan Everts (Bree, Bélgica, 25 de noviembre de 1972) es un expiloto de motocross profesional belga. Compitió en el Campeonato Mundial de Motocross de 1988 a 2006. Everts se destaca por ganar un récord de 10 campeonatos mundiales de motocross FIM y 101 victorias en carreras de Grand Prix de motocross, lo que lo convierte en el corredor de motocross de campeonato mundial más exitoso de la historia.

## Biografía
Everts nació en Neeroeteren, un submunicipio de Maaseik, Bélgica, como hijo del cuatro veces campeón mundial de motocross, Harry Everts. Comenzó a andar en motocicletas a la edad de cuatro años. A los 17 años debutó en el Campeonato del Mundo de 125cc y, dos años más tarde, consiguió su primer título en esa división. Durante los años siguientes, el belga ascendió en las diferentes divisiones y acumuló un número insuperable de títulos del Campeonato del Mundo (10) y victorias en GP (101).
Everts era conocido por su estilo muy suave en la moto, pareciendo que conducía  sin esforzarse. En particular, se mantenía de pie sobre la moto con mucha más frecuencia que otros motociclistas, incluso en curvas muy cerradas. Su control en las curvas era único y se destacó por hacer funcionar su motor en una marcha más alta para acelerar suavemente en la pista, en lugar de acelerarlo con fuerza en cada marcha, incluso en las máquinas de dos tiempos de 125 cc y 250 cc que utilizó al principio de su carrera. Si bien nunca se centró mucho en las pistas de supercross al estilo estadounidense o en los estilos de conducción, demostró ser competitivo con los mejores motociclistas de EE. UU., incluso en su propio juego. En las últimas etapas de su carrera, la vasta experiencia de Everts lo ayudó a alcanzar una consistencia impresionante, haciendo movimientos erráticos o errores muy raramente, como lo ilustra el récord de relación de catorce a uno, entre victorias y derrotas en su última temporada.
Después de terminar su carrera como piloto activo a finales de 2006, Everts se convirtió en director de carreras de motocross del equipo de fábrica de KTM, responsable en última instancia de entrenar a sus pilotos a nivel técnico, mental y físico. En julio de 2007 renovó su contrato con el fabricante austriaco por dos años más. La mayor parte del tiempo vive en Mónaco (un movimiento por el que fue muy criticado al igual que las personalidades deportivas belgas Justine Henin y Tom Boonen ), junto con su esposa Kelly y su hijo Liam.
2007 Stefan estaba compitiendo en la competencia de enduro más grande del mundo Gotland Grand National en Suecia, pero no terminó porque sus radiadores se llenaron de barro y la moto se sobrecalentó. 2008 Stefan volvió a ser uno de los pilotos de la Gran Nacional de Gotland, pero se estrelló al final de la carrera y no llegó a la meta.

## Consecuencias de la malaria
A principios de diciembre de 2018, Everts ingresó en la unidad de cuidados intensivos de UZ Leuven en estado crítico. El mes anterior había sido picado por el mosquito de la malaria mientras estaba en la República Democrática del Congo. Everts había estado visitando Lubumbashi para participar en un evento benéfico de motocross en beneficio de los niños locales, 4 Horas de Lubumbashi. El 17 de diciembre, Everts despertó de un coma inducido. A finales de diciembre de 2018, a Everts se le permitió comenzar su rehabilitación física. Su equipo de tratamiento esperaba que ni su cerebro ni sus órganos fueran dañados por los efectos de la malaria que había sufrido. Su vida pendía de un hilo, según profesores del hospital UZ Leuven. Everts consideró estar vivo en la Navidad de 2018 como su mejor regalo de Navidad.
Sin embargo, el campeón se recuperó parcialmente de la enfermedad luego de una serie de cirugías que resultaron en la pérdida de ocho dedos del pie. Sin embargo, logró volver a caminar.

## Récords y premios
- 10 veces Campeón del Mundo.
- 101 victorias de GP en total.
- 14 de 15 GP ganados en la temporada 2006.
- Segundo hombre, después de Eric Geboers, en convertirse en "Mr. 875cc" (ganando títulos mundiales en 125/250/500cc).
- En la temporada 2003, ganó 3 GP (125cc, MXGP y 650cc) el mismo día en Ernee, Francia.
- Único piloto en convertirse en Campeón del Mundo en los cuatro fabricantes japoneses ( Suzuki, Kawasaki, Honda y Yamaha ).
- 5 veces Deportista belga del año (2001, 2002, 2003, 2004 y 2006, solo superado por Eddy Merckx ), más un premio Lifetime Achievement Award.

## Carrera profesional

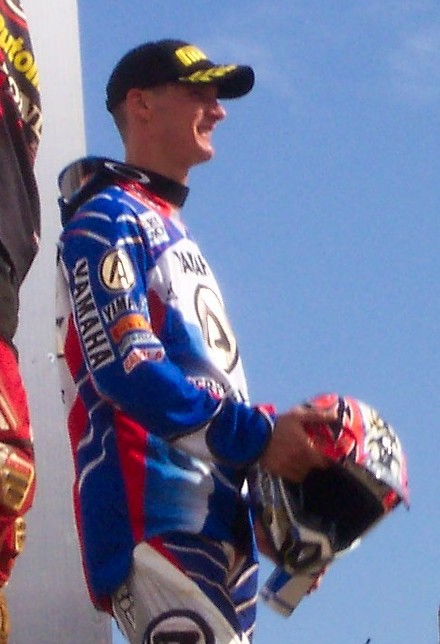
Everts en el podio de MX1 en el GP de Gran Bretaña de 2004 (Arreton, IOW)

- 1990: Campeón de Bélgica, 125cc (Suzuki).
- 1991: Campeón del Mundo, 125cc - ganador de 5 GP; Campeón de Bélgica, 125cc; Campeón del mundo más joven en ese momento (Suzuki).
- 1993: Campeón de Bélgica, 250cc (Suzuki).
- 1995: Campeón del Mundo, 250cc - ganador de 5 GP; Ganador " Motocross de las Naciones " (Kawasaki).
- 1996: Campeón del Mundo, 250cc - ganador de 5 GP (Honda).
- 1997: Campeón del Mundo, 250cc - ganador de 9 GPs; Ganador " Motocross de las Naciones " (Honda).
- 1998: Campeón de Bélgica, 250cc; Ganador " Motocross de las Naciones " (Honda).
- 2001: Campeón del Mundo, 500cc - ganador de 7 GPs; Primer piloto en ganar campeonatos mundiales con las cuatro motos japonesas (Yamaha).
- 2002: Campeón del Mundo, 500cc - ganador de 4 GP (Yamaha).
- 2003: Campeón del Mundo, GP de Motocross - ganador de 8 GP; Ganador " Motocross de las Naciones " (Yamaha)
- 2003: ganador absoluto de International Six Days Enduro Brasil (scratch) (Yamaha).[8]
- 2004: Campeón del Mundo, GP de Motocross - ganador de 7 GP; Ganador " Motocross de las Naciones " (Yamaha)
- 2005: Campeón del Mundo, MX1-GP - ganador de 8 GP; Campeón de Bélgica (Yamaha).
- 2006: Campeón del mundo, ganador de MX1-GP de 12 GP (Yamaha).

TEMPORADAS RECIENTES:
| Año  | BEL Z | ESP | POR | BEL Na | ALE T | JPN | GBR | ITA | GBR | FRA | SUE | RSA | BEL Ni | CZE | ALE D | GBR I | NED | IRL | Pos. | Ptos. |
| ---- | ----- | --- | --- | ------ | ----- | --- | --- | --- | --- | --- | --- | --- | ------ | --- | ----- | ----- | --- | --- | ---- | ----- |
| 2005 | 1     | 5   | 1   | 1      | 4     | 1   | 1   | 2   | 1   | 4   | 3   | 2   | 3      | 2   | 1     | 5     | 1   | 1   | 1.º  | 721   |
| 2006 | 1     | 1   | 3   | 1      | 1     | 1   | 1   | 1   | 1   | 1   | 1   | 1   | 1      | 1   | 1     | 2     | 1   | 1   | 1.º  | 739   |